# نيلز شنايدر
نيلز شنايدر (بالفرنسية: Niels Schneider)‏
```
(و. 
1987
 – 
م
)
[
4
]
 هو 
ممثل
 من 
فرنسا
 . ولد في 
باريس
 .
[
5
]
```

## روابط خارجية
- نيلز شنايدر على موقع IMDb (الإنجليزية)
- نيلز شنايدر على موقع قاعدة بيانات الأفلام العربية
- نيلز شنايدر على موقع ألو سيني (الفرنسية)
- نيلز شنايدر على موقع أول موفي (الإنجليزية)
- نيلز شنايدر على موقع قاعدة بيانات الأفلام السويدية (السويدية)
- نيلز شنايدر على موقع قاعدة بيانات الفيلم (الإنجليزية)
- نيلز شنايدر على موقع كينوبويسك (الروسية)